# Campeonato Mundial de Atletismo de 2011 - 3000 m com obstáculos masculino
A prova dos 3000 metros com obstáculos masculino do Campeonato Mundial de Atletismo de 2011 foi disputada entre os dias 29 de agosto e 1º de setembro  no Daegu Stadium, em Daegu

## Recordes
Antes desta competição, os recordes mundiais e do campeonato nesta prova eram os seguintes:
| Tipo                  | Atleta              | Tempo   | Local    | Data                  | Ref |
| --------------------- | ------------------- | ------- | -------- | --------------------- | --- |
|                       | Saif Saaeed Shaheen | 7:53.63 | Bruxelas | 3 de setembro de 2004 | ver |
| Recorde do campeonato | Ezekiel Kemboi      | 8:00.43 | Berlim   | 18 de agosto de 2009  | ver |

## Medalhistas
| Ouro                 | Prata                | Bronze                            |
| Ezekiel Kemboi (KEN) | Brimin Kipruto (KEN) | Mahiedine Mekhissi-Benabbad (FRA) |

## Cronograma
| Data           | Hora  | Evento   |
| -------------- | ----- | -------- |
| 29 de agosto   | 10:40 | Baterias |
| 1º de setembro | 20:25 | Final    |

Todos os horários são horas locais (UTC +9)

## Resultados

### Bateria
Qualificação: Os 4 de cada bateria (Q) e os 3 mais rápidos (q) avançam para a final.
| Colocação | Atleta             | Tempo   |
| --------- | ------------------ | ------- |
| 1         | Jacob Araptany     | 8:18:57 |
| 2         | Mahiedine Mekhissi | 8:23:71 |
| 3         | Richard Mateelong  | 8:23:76 |
| 4         | Ion Luchianov      | 8:23:88 |
| 5         | Victor Garcia      | 8:28:97 |
| 6         | Amor Ben Yahia     | 8:30:02 |
| 7         | Abubaker Ali Kamal | 8:30:37 |
| 8         | Andrey Farnosov    | 8:34:44 |
| 9         | Alex Genest        | 8:36:67 |
| 10        | Steffen Uliczka    | 8:37:35 |
| 11        | Abdelkader Hachlaf | 8:46:14 |
| 12        | William Nelson     | 8:51:20 |

| Colocação | Atleta              | Tempo   |
| --------- | ------------------- | ------- |
| 1         | Ezekiel Kemboi      | 8:10:93 |
| 2         | Ruben Ramolefi      | 8:11:50 |
| 3         | Hamid Ezzine        | 8:11:81 |
| 4         | Nahom Mesfin        | 8:12:04 |
| 5         | Bouabdellah Tahri   | 8:13:22 |
| 6         | Ali Ahmed Al-Amri   | 8:26:75 |
| 7         | Simon Ayeko         | 8:29:02 |
| 8         | Jukka Keskisalo     | 8:31:52 |
| 9         | Daniel Huling       | 8:34:70 |
| 10        | Tomás Tajadura      | 8:36:23 |
| 11        | Bjomar Kristensen   | 8:39:85 |
| 12        | Lukasz Parszczynski | 8:44:09 |

| Colocação | Atleta                    | Tempo   |
| --------- | ------------------------- | ------- |
| 1         | Benjamin Kiplagat         | 8:19:96 |
| 2         | Roba Gari                 | 8:20:28 |
| 3         | Brimin Kipruto            | 8:21:89 |
| 4         | Alberto Paulo             | 8:22:41 |
| 5         | Abraham Chirchir          | 8:23:09 |
| 6         | Vincent Zouaoui-Dandrieux | 8:23:79 |
| 7         | Ángel Mullera             | 8:31:83 |
| 8         | Youcef Abdi               | 8:38:42 |
| 9         | Ben Bruce                 | 8:39:96 |
| 10        | Matthew Hughes            | 8:58:92 |
| DNF       | Mario Bazán               |         |

### Final
A final teve inicio ás 20:25 
| Colocação         | Atleta                      | Nacionalidade | Tempo   | Notas |
| ----------------- | --------------------------- | ------------- | ------- | ----- |
| Medalha de ouro   | Ezekiel Kemboi              | Quênia        | 8:14.85 |       |
| Medalha de prata  | Brimin Kipruto              | Quênia        | 8:16.05 |       |
| Medalha de bronze | Mahiedine Mekhissi-Benabbad | França        | 8:16.09 |       |
| 4                 | Bouabdellah Tahri           | França        | 8:17.56 |       |
| 5                 | Roba Gari                   | Etiópia       | 8:18.37 |       |
| 6                 | Jacob Araptany              | Uganda        | 8:18.67 |       |
| 7                 | Richard Mateelong           | Quênia        | 8:19.31 |       |
| 8                 | Ion Luchianov               | Moldávia      | 8:19.69 | SB    |
| 9                 | Hamid Ezzine                | Marrocos      | 8:21.97 |       |
| 10                | Benjamin Kiplagat           | Uganda        | 8:22.21 |       |
| 11                | Nahom Mesfin                | Etiópia       | 8:25.39 |       |
| 12                | Vincent Zouaoui-Dandrieux   | França        | 8:30.39 |       |
| 13                | Ruben Ramolefi              | África do Sul | 8:30.47 |       |
| 14                | Abraham Kipkirong Chirchir  | Quênia        | 8:33.56 |       |
| 15                | Alberto Paulo               | Portugal      | 8:33.84 |       |

Legenda
| Recorde mundial       | Recorde mundial (World record)               |                       | Recorde africano                      | Recorde africano (African) |                                           | Q | Classificado por posição (Qualified) |
| Recorde do campeonato | Recorde do campeonato (Championship record)  | Recorde da América    | Recorde da América (Americas)         | q                          | Classificado por melhor tempo (Qualified) |   |                                      |
| Melhor marca do ano   | Melhor marca do ano (World leading)          | Recorde asiático      | Recorde asiático (Asian)              | DNS                        | Não largou (Did not start)                |   |                                      |
| Recorde nacional      | Recorde nacional (National record)           | Recorde europeu       | Recorde europeu (European)            | DNF                        | Não terminou (Did not finish)             |   |                                      |
| Recorde pessoal       | Recorde pessoal do atleta (Personal best)    | Recorde da Oceania    | Recorde da Oceania (Oceania)          | DSQ / DQ                   | Desclassificado (Disqualified)            |   |                                      |
| Recorde da temporada  | Recorde da temporada do atleta (Season best) | Recorde sul-americano | Recorde sul-americano (South America) | NM                         | Sem marca (No mark)                       |   |                                      |